# In the Minds of Evil
In the Minds of Evil jedanaesti je studijski album američkog death metal-sastava Deicide. Diskografska kuća Century Media Records objavila ga je 25. studenoga 2013.

## Popis pjesama
Tekstovi: Glen Benton. 
| 1.    | »In the Minds of Evil«           | Kevin Quirion         | 3:53 |
| 2.    | »Thou Begone«                    | Jack Owen, Quirion    | 3:44 |
| 3.    | »Godkill«                        | Owen, Quirion         | 3:11 |
| 4.    | »Beyond Salvation«               | Owen                  | 2:58 |
| 5.    | »Misery of One«                  | Quirion               | 3:21 |
| 6.    | »Between the Flesh and the Void« | Owen, Quirion, Benton | 3:55 |
| 7.    | »Even the Gods Can Bleed«        | Steve Asheim, Quirion | 2:58 |
| 8.    | »Trample the Cross«              | Asheim                | 3:00 |
| 9.    | »Fallen to Silence«              | Owen, Benton          | 3:10 |
| 10.   | »Kill the Light of Christ«       | Asheim                | 3:30 |
| 11.   | »End the Wrath of God«           | Quirion               | 3:13 |
| 36:53 |                                  |                       |      |

## Zasluge
| Deicide - Glen Benton – vokali, bas-gitara - Kevin Quirion – gitara - Jack Owen – gitara - Steve Asheim – bubnjevi |  | Ostalo osoblje - Jason Suecof – produkcija, tonska obrada, miksanje - Eyal Levi – miksanje - Ronn Miller – dodatna tonska obrada - Alan Douches – masteriranje - Simon Cowell – naslovnica - Tim Hubbard – fotografija |